# いつくしみ深き
「いつくしみ深き」（いつくしみふかき、原題: What A Friend We Have In Jesus〈英語〉）は、キリスト教の賛美歌・聖歌のひとつ。日本でも教会での結婚式や葬式などで歌われることが多い。

## 歌詞
この歌を作詞したのはアイルランド人ジョセフ・スクライヴェン (1819 - 1886) 。スクライヴェンはアイルランドのシーパトリックに生まれ、ダブリンのトリニティ・カレッジを卒業して、25歳の時にカナダに移住し、オンタリオの学校で教鞭を取った。彼は、プリマス・ブレザレン派に属して、一生を不幸な人や貧しい人への奉仕活動に捧げた。1886年にライス・レイクで溺死した。この歌は闘病生活をしていた母親を慰めるため、自らの婚約者を事故、病気で2度も失った絶望の中でもイエスを信頼する気持ちを綴った詩と言われている。
Hasting, Social Hymns, 1865に匿名で収録されて、その後福音唱歌系の歌集に転載された。その後一般の礼拝用歌集に必ず収録されるようになった。1920年には彼が溺死した場所に記念碑が建てられた。

## 曲
作曲者はチャールズ・コンヴァース。この曲は、1910年（明治43年）に文部省唱歌となった「星の界（よ）」（杉谷代水作詞）、また「星の世界」（川路柳虹作詞）にも用いられている。また、「母君にまさる」その他の題名で母親の情愛を歌った日本語歌詞も複数存在する。

## 所収
- 『讃美歌』（1954年、日本基督教団）312番
- 『教会讃美歌』（1974年、聖文舎）371番
- 『インマヌエル讃美歌』（1965年、インマヌエル綜合伝道団）165番
- 『新聖歌』（教文館、2001年）209番
- 『新生讃美歌』（日本バプテスト連盟、2003年）431番
- 『日本聖公会　聖歌集』（日本聖公会、2006年）482番
- 『カトリック聖歌集』（1966年、光明社）672番
- 『救世軍歌集』（1997年、救世軍出版供給部）255番

### 同一原詞、曲に基づく別の訳詞
- 「いつくしみ深い」
  - 『讃美歌21』（1997年、日本基督教団）493番
- 「つみとがをにのう」
  - 『聖歌』（1958年、日本福音連盟）607番
  - 『新聖歌』（教文館、2001年）210番
  - 『聖歌 (総合版)』（2002年、聖歌の友社）651番
- 「主イエスは私のすばらしい友」
  - 『リビングプレイズ』（いのちのことば社）
- 「山なすたからも」
  - 『救世軍歌集』（1997年、救世軍出版供給部)　396番
- 「過ぎ行く月日は」
  - 『救世軍歌集』（1997年、救世軍出版供給部)　387番

## 大衆文化での使用
- アレサ・フランクリンは1972年のゴスペル・アルバム『至上の愛〜チャーチ・コンサート〜』の中で歌った。
- 1989年の映画『ドライビング Miss デイジー』で、「マダム」の使用人が亡くなった後の教会のシーンで歌われる。
- エラ・フィッツジェラルドのバージョンもある。
- 元東京女子プロレスの滝川あずさがシスター風レスラー「アズサ・クリスティ」として活動していた時期にオルガンによるインスト音源を入場曲として使用していた。
- この楽曲は、planetarian 〜ちいさなほしのゆめ〜でもオリジナルサウンドトラックの8番目のトラックとして使用されていた。
- この楽曲は、眠れる森でもオリジナルサウンドトラックの17番目のトラックとして使用されていた。
- 2020年にNHKで放送された連続テレビ小説「エール」第4回(第1週)にて、ヒロイン関内音(幼少期)が教会で聖歌隊とともに歌うシーンがある。